# Musterverk fun der yidisher literatur
Musterverk fun der yidisher literatur bzw. Musterwerk fun der jidischer literatur (jiddisch für „Meisterwerke der jiddischen Literatur“; span. Obras Maestras de la Literatura Ídish) ist eine argentinische jiddischsprachige Buchreihe mit einer Auswahl exemplarischer Werke der jiddischen Literatur. Die Reihe erschien in den Jahren von 1957 bis 1984 in Buenos Aires, veröffentlicht vom Joseph-Lifshitz-Fonds der Literarischen Gesellschaft beim (argentinischen) YIVO unter Leitung von Shmuel Rollanski (1902–1995).

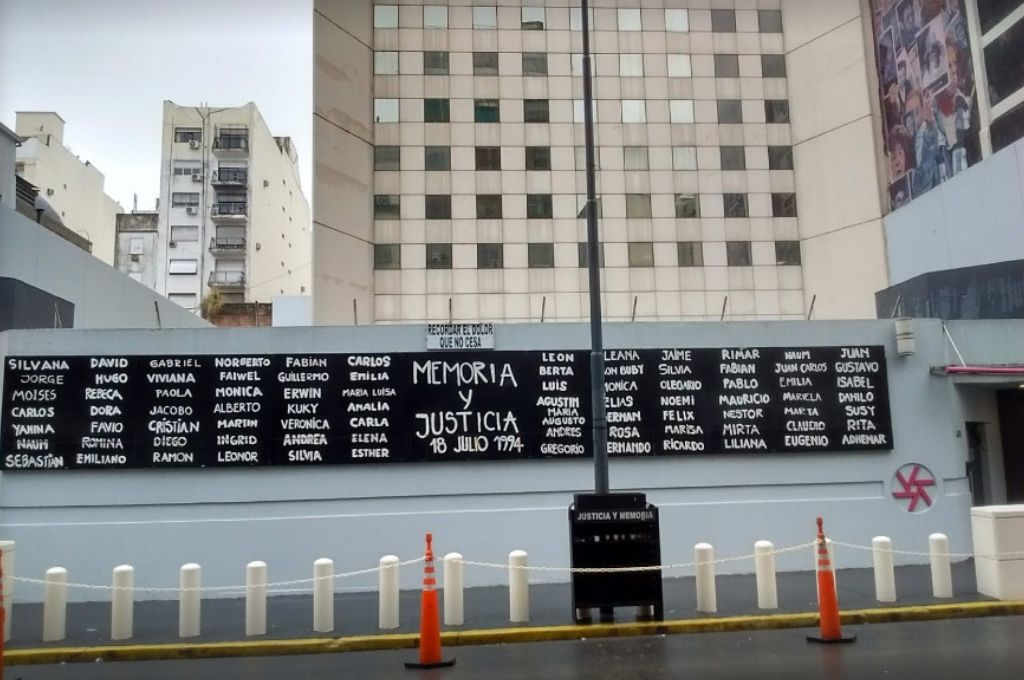
Asociación mutual israelita argentina, bekannt geworden durch den Anschlag von Buenos Aires 1994

## Einleitung
Die aus einem zusammengestellten reichen Schatz an erstrangiger Literatur aus der jiddischen Sprache bestehende Reihe umfasst insgesamt einhundert Bände. Die Reihe enthält Bände, die entweder eine Auswahl eines Autors, themenbezogene Anthologien oder nach geografischen Prinzipien zusammengestellte Anthologien sind.
Darin enthaltene Autoren sind: Shemuʼel Rozshansḳi; Solomon Ettinger; Mark Warshawski; Hersh David Nomberg; Mendele Mokher Sefarim; Leib Naidus; Jacob Dineson; Moische Broderson; Elijah Levita; David Pinski; Simon Frug; Isaac Leib Peretz; Morris Rosenfeld; David Hofstein; Izi Khariḳ; Itzik Fefer; Mordecai Spector; H. Leivick; Sholem Aleichem; Abraham Goldfaden; Isaac Raboy; Israel Jacob Schwartz; Hayyim Nahman Bialik; S. An-Ski; Joseph Opatoshu; Zalman Rejzen; Yehoash; Abraham Reisen; Naḥman von Bratslav; Marcos Alpersohn; Peretz Hirschbein; Menahem Boraisha; Zusman Segalowitch; ʻOzer Ṿarshaṿsḳi; Samuel Burshtyn; Avraham Zaḳ; M. Knapheys; Itzik Manger; David Bergelson; Moishe Nadir; Israel Axenfeld; Sholem Asch; David Edelstadt; Jacob Gordin; A. Waiter; David Einhorn; Zalman Yiẓḥak Anokhi; Max Weinreich; David Ignatoff; Leon Feinberg; Israel Joshua Singer; Moshe Kulbak; Yeḥiel Yeshaia Trunk; Asher Schwarzman; Yaakov ben Yitzchak Ashkenazi.
Der erste Band, 1957, befasste sich mit dem Pionier der jiddischen Poesie und des Dramas Sh. Etinger (Solomon Ettinger). Jeder Band hat eine separate Titelseite auf Jiddisch und auf Spanisch; einige auch auf Englisch. Ein Indexband erschien unter dem Titel Shlisl tsu di 100 bend („Schlüssel zu den 100 Bänden“).

## Rezeption
Alan Astro merkt zu der Reihe zunächst kritisch an, dass sie wegen ihres schlampigen Lektorats und ihrer unvollständigen, tendenziösen kritischen Apparate oft angefochten wurde, stellt dann jedoch heraus, dass diese Bücher dennoch ein großes Verdienst hätten, da sie das großartigste pädagogische Unterfangen nach der Schoah darstellten, jiddische Literatur in jiddischer Sprache zu verbreiten – zumindest bis zur Gründung des Yiddish Book Center in Amherst:

„Rollansky, aged 92 at the time of the 1994 AMIA bombing, poignantly said he had just attended his own funeral; he died a few months later, on February 19, 1995. / Rollansky, der zum Zeitpunkt des AMIA-Bombenanschlags 1994 92 Jahre alt war, sagte ergreifend, dass er gerade seiner eigenen Beerdigung beigewohnt habe. Er starb einige Monate später, am 19. Februar 1995.“

Abraham Lichtenbaum, der Jiddischlehrer und Direktor des (argentinischen) IWO (YIVO, Jiddisches Forschungsinstitut) in Buenos Aires, nimmt die Reihe in einem Interview vor übertriebener Kritik entschieden in Schutz und erklärt, warum die Bücher von Shmuel Rozhansky für die Studenten in Argentinien so wichtig waren.

## Übersicht zu den Bänden der Reihe
Die folgende Übersicht hat zum Ziel, die jiddischen Buchtitel zusätzlich mit einer deutschen Übersetzung wiederzugeben und wo nötig, ergänzende Informationen zu liefern (bzw. zu diesen zu verlinken). Die flexibel gehandhabte Transkription folgt aus praktischen Gründen zunächst des Öfteren worldcat.org, eine Einheitlichkeit der Schreibungen wurde nicht angestrebt. Die Bücher wurden vom Verlag auch zusätzlich mit spanischsprachigen (Kurz)Titeln versehen. Einige wenige Bände der Reihe wurden aus dem Polnischen ins Jiddische übersetzt.
- 1. Ḳomedye, lider, msholim un ḳaṭoṿeslekh / Komödien, Lieder, Gleichnisse und Epigramme. Sh. Eṭinger.
- 2. Yidishe folḳslider / Jüdische Volkslieder (mit Noten). M. Ṿarshaṿsḳi.
- 3. Oysgeḳlibene shrifṭn / Ausgewählte Schriften. H. D. Nomberg.
- 4. Masoes̀ Benyomin ha-shlishi / Die Reisen von Benjamin dem Dritten. Mendele Moykher Sforim.
- 5. Oysgeḳlibene shrifṭn / Ausgewählte Schriften. L. Neydus.
- 6. Yosele – der ḳrizis / Yosele und die Krise. I. Dinezon.
- 7. Oysgeḳlibene shrifṭn / Ausgewählte Schriften. M. Broderzon.
- 8. Bovo-bukh / Bovo-Buch.  E. Baḥur.
- 9. Oysgeḳlibene shrifṭn / Ausgewählte Schriften. D. Pinsḳi.
- 10. Oysgeḳlibene shrifṭn / Ausgewählte Schriften, Lieder. S. Frug.
- 11. In 19ṭn yorhunderṭ / Aus dem 19. Jahrhundert. I. L. Perets.
- 12. In 20sṭn yorhunderṭ / Aus dem 20. Jahrhundert. I. L. Perets.
- 13. Oysgeḳlibene shrifṭn / Ausgewählte Schriften. M. Rozenfeld.
- 14. Oysgeḳlibene shrifṭn / Ausgewählte Schriften. David Hofstein; Izi Khariḳ; Itzik Fefer.
- 15. Yidisher muzshiḳ / Der jüdische Bauer (Roman). M. Speḳṭor.
- 16. Oysgeḳlibene shrifṭn / Ausgewählte Schriften. H. Leivick.
- 17. Menaḥem-Mendl / Menachem Mendel. Sholem Aleykhem.
- 18. Oysgeḳlibene shrifṭn / Ausgewählte Schriften. A. Goldfaden.
- 19. Pionern in Ameriḳe / Pioniere in Amerika. Y. Y. Shṿarts, I. Raboy.
- 20. Oysgeḳlibene shrifṭn / Ausgewählte Schriften. Ḥ. N. Byaliḳ.
- 21. Oysgeḳlibene shrifṭn / Ausgewählte Schriften. S. An-sḳi.
- 22. Fishḳe der ḳrumer / Der lahme Fischke. Mendele Moykher Sforim.
- 23. In Poylishe ṿelder / In polnischen Wäldern. Y. Opatoshu.
- 24. Yidishe liṭeraṭur un Yidishe shprakh / Jiddische Literatur und jiddische Sprache. Z. Reyzen.
- 25. Lider, mayśelekh, msholim / Lieder, Geschichten, Gleichnisse. Yehoʼash.
- 26. Zikhroynes̀ / Memoiren. Gliḳl Hamil.
- 27. Ṭevye der milkhiḳer / Tewje, der Milchmann. Sholem Aleykhem.
- 28. Lider, dertseylungen, zikhroynes̀ / Lieder, Erzählungen, Erinnerungen. A. Reyzen.
- 29. Froy in der Yidisher poezye / Die Frau in der jiddischen Poesie (Anthologie).
- 30. Sipure-maʻaʹsiyot / Märchen. Naḥman Bratsleṿer.
- 31. In Argenṭine / In Argentinien. Mordechai Alperson.
- 32. Ṭeaṭer, ṿelṭrayzes, zikhroynes̀ / Theater, Welttourneen, Erinnerungen. P. Hirshbeyn.
- 33. Yidish in lid / Jiddisch im Lied (Anthologie).
- 34. Fremder un Zaṿl Rimer / Der Fremde und Zavl der Sattler. Menakhem Boreysha.
- 35. Ṿen a folḳ derṿakhṭ / Wenn ein Volk erwacht.
- 36. Nusaḥ Haskoleh, lider, dertsaylungen, diyalogn un ṭeaṭer-shpil / Nach der Weise der Haskala. Lieder, Erzählungen, Dialoge und Theaterstücke (Anthologie).
- 37. Lider, dertseylungen, zikhroynes̀ / Lieder, Erzählungen, Memoiren. Zusman Segałowicz.
- 38. Mays̀e-bukh / Ma'assebuch.
- 39. Shmuglers unṭer der Dayṭshisher oḳupatsye in der 1ṭer Ṿelṭ-Milḥome / Schmuggler: Unter deutscher Besatzung im Ersten Weltkrieg. O. Ṿarshaṿsḳi.
- 40. Bay di ṭaykhn fun Mazoṿye: un lider fun 14 poeṭn erevn ḥurbn / An den Teichen Masowiens. Mit Gedichten von 14 Dichtern am Vorabend des Holocaust. Michal Bursztyn  (und andere).
- 41. Ḥurbn / Holocaust. A. Zak.
- 42. Ṿidershṭand un oyfshṭand / Widerstand und Aufstand. M. Ḳnapheys.
- 43. Oysgeḳlibene shrifṭn / Ausgewählte Schriften. I. Manger.
- 44. Oysgeḳlibene shrifṭn / Ausgewählte Schriften. D. Bergelson.
- 45. Humor, ḳriṭiḳ, liriḳ / Humor, Kritik, Lyrik. M. Nadir.
- 46. Das Ḳind in der Yidisher poezye un proze / Das Kind in der jiddischen Poesie und Prosa.
- 47. Shṭern-ṭikhl un Der ershṭer Yidisher reḳruṭ / Stirntuch und Der erste jüdische Rekrut (in Russland).  I. Axenfeld.
- 48. Pleiṭim tsṿishn fayern / Flüchtlinge zwischen Flammen (Anthologie). A. Zak.
- 49. Oysgeṿartslṭe un eyngeṿartslṭe / Entwurzelte und Eingewurzelte. A. Zak.
- 50. Dorem-Afriḳanish / Jiddische Literatur in Südafrika.
- 51. Fun shṭeṭl tsu der groyser ṿelṭ / Vom Stetl in die große Welt. S. Ash.
- 52. Arbeter-dor in Ameriḳe / Die arbeitende Generation in Nordamerika. D. Edlshṭaṭ (und andere).
- 53. Tseʼenah urʼenah / Ze’enah u-Re’enah, Bd. 1. Y. Ashkenazi; Ḥ. Glembotsḳi (ed.).
- 54. Ṭshilenish / Jiddische Literatur in Chile.
- 55. In dem eygenes land, 25 yar Medinas̀ Yiʹsroʼel / Im eigenen Land, 25 Jahre Staat Israel (Anthologie). A. Zak (ed.).
- 56. Onḳl Mozes / Onkel Moses. S. Ash.
- 57. Dray drames / Drei Dramen. J. Gordin.
- 58. Brazilyanish / Jiddische Literatur in Brasilien.
- 59. Fun dor tsu dor / Von Generation zu Generation. Isaac Waiter; David Einhorn; Zalman Isaac Anohi.
- 60. Oysgeḳlibene shrifṭn / Ausgewählte Schriften. M. Ṿaynraykh.
- 61. In soṿeṭishn friling / Im sowjetischen Frühling. O. Shṿartsman.
- 62. Ḳanadish / Jiddische Literatur in Kanada.
- 63. Oysgeḳlibene shrifṭn. Ausgewählte Schriften. D. Ignatoṿ.
- 64. Fun reṿolutsye tsu tshuve / Von der Rebellion zur Rache. L. Faynberg.
- 65. Oysgeḳlibene shrifṭn / Ausgewählte Schriften. Y. Y. Zinger.
- 66. Argenṭinish / Jiddische Literatur in Argentinien, Bd. 1.
- 67 Oysgeḳlibene shrifṭn / Ausgewählte Schriften. M. Kulbak.
- 68. In pogrom / Im Pogrom (Anthologie).
- 69. Undzere ḳriṭiḳers / Unserer Kritiker.
- 70. Argenṭinish / Jiddische Literatur in Argentinien, Bd. 2.
- 71. Elṭern un ḳinder / Eltern und Kinder (Anthologie).
- 72. Msholim bay Yidn / Fabeln unter Juden (Anthologie).
- 73. Gezangen far amcho / Gesänge für alle (Anthologie).
- 74. Nord-Ameriḳanish / Jiddische Literatur in Nordamerika.
- 75. Geyṭ a Yid ḳeyn Erets-Yiśroel: fun der Yidisher liṭeraṭur / Ein Jude geht in das Land Israel: Aus der jiddischen Literatur.
- 76. Friling fun di yunge in Ameriḳe, Eyrope un Yiśroel / Der Frühling der Jugend in Amerika, Europa und Israel.
- 77. Gelekhṭer oyf an emes̀ / Lachen über die Wahrheit.
- 78. Mayrev-Eyropeyish / Jiddische Literatur in Westeuropa.
- 79. 1939 in der Yidisher liṭeraṭur / 1939 in der jiddischen Literatur.
- 80. Ṿarshe in der Yidisher liṭeraṭur / Warschau in der jiddischen Literatur.
- 81. Emes̀ durkh gelekhṭer in der Yidisher liṭeraṭur / Wahrheit im Lachen.
- 82. Zikhroynes̀, folḳs-mayśes̀, lider / Memoiren, Märchen, Gedichte. Y. Y. Ṭrunḳ.
- 83. Dos Leben in eyn aḳt / Das Leben in einem Akt (zwölf Einakter des jiddischen Theaters).
- 84. Ṿilne / Wilna.
- 85. Yiśroʼel in di tfutses̀ in der Yidisher literatur / Israel in der Diaspora in der jiddischen Literatur.
- 86. Elnṭe Yidn / Hilflose Juden.
- 87. Ḥsidishe yerushe / Chassidisches Erbe.
- 88. Rumenish / Jiddische Literatur in Rumänien.
- 89. Ḳatseṭlers / KZ-Häftlinge.
- 90. Ḳriṭiḳ, porṭreṭ, polemiḳ / Kritik, Portrait, Polemik.
- 91. Tanakhishe yerushe / Biblisches Erbe.
- 92. Meḳsiḳanish, Urugṿayish, Ḳubanish / Jiddische Literatur in Mexiko, Uruguay, Kuba.
- 93. Opṭriniḳe in der Yidisher liṭeraṭur / Renegaten in der jiddischen Literatur.
- 94. Yonṭevdiḳe ṭeg in der Yidisher liṭeraṭur / Feiertage in der jiddischen Literatur.
- 95. Yidishlekhe ideologyes in 20sṭn yorhunderṭ / Jüdische Ideologien im 20. Jahrhundert.
- 96. Shṭeṭlekh in der Yidisher liṭeraṭur / Schtetlech in der jiddischen Literatur.
- 97. Memuarn – filosofye – forshung in der Yidisher literatur / Memoiren – Philosophie – Forschung in der jiddischen Literatur.
- 98. Erd un heym / Boden und Heimat.
- 99. Bey der arbeṭ / Bei der Arbeit.
- 100. Tsu a nayes lebn / Zu einem neuen Leben.[9]